# Tramaine Isabell
Tramaine Isabell Jr (Seattle, 27 juni 1997) is een Amerikaans voormalig basketballer.

## Carrière
Isabell speelde voor verscheidene collegebasketbalploegen in de Verenigde Staten waarvan de bekendste Missouri Tigers maar ook de Drexel Dragons en Saint Louis Billikens. Hij nam in 2019 deel aan de NBA-draft maar werd niet gekozen. Hij speelde voor de Los Angeles Clippers in de NBA Summer League. Hij ging basketballen in Europa bij de Antwerp Giants maar werd niet veel later daar alweer weggestuurd voordat hij een keer speelde.
Hij ging dan maar spelen in Cyprus bij ETHA Engomis. In november 2020 tekende hij bij KK MZT Skopje. Hierna speelde hij in de Kosovaarse competitie bij KB Trepça, in januari tekende hij een contract bij het Kroatische KK Dubrava. In januari 2022 ging hij spelen voor de Duitse club Artland Dragons.